# ZEAL of proud
『ZEAL of proud』（ジール・オブ・プラウド）は、2021年1月20日に発売されたRoseliaの11thシングルである。
通常盤（BRMM-10329）とBlu-ray付生産限定盤（BRMM-10328）の2種類がリリース。Blu-rayには2020年2月1日に武蔵野の森総合スポーツプラザで開催されたRoseliaの単独ライブ「Rausch」の映像が収録されている。
初回生産特典はオリジナルキャラクターカード（全5種の内ランダムで1枚）が封入。

## 作品背景・楽曲内容
表題曲である「ZEAL of proud」は、テレビアニメ『カードファイト!! ヴァンガード overDress』のオープニングテーマに起用された。
同楽曲は、ゲーム『バンドリ! ガールズバンドパーティ!』（以下：『ガルパ』）のイベントストーリー「この胸満たすあたたかさは」をもとにしている。
メンバーの相羽あいなは、ニュースサイト「アニメ!アニメ!」とのインタビューの中で、従来は鋭い曲、温かい曲、と個別になることが多かった一方、「ZEAL of proud」にはRoseliaらしい鋭さと温かさの両方が含まれているだけでなく、バンドを身近に感じられるアプローチから、バンドにとって初めてかもしれないとも話している。特に、サビの「大丈夫よ」というフレーズについて、相羽は現在のRoseliaだからこそ説得力が出たと話している。
カップリング曲の「Blessing Chord」は『ガルパ』のウエディングイベントの歌として制作された。
今井リサを演じた中島由貴は、今までのレコーディングでは各々がキャラクターをイメージしながらひとりずつ歌うため、全員の曲に対するイメージが一致しなかったが、今回は背景がはっきりしていたため皆のイメージがさらに合致したと、シングル収録前の2020年に行われたインタビューにて話している。また、インタビューに同席していた相羽は「歌詞割りも新しかったですし、Roseliaの表現力が爆発した曲だと思っているんです。」と話している。

## パフォーマンス
「Blessing Chord」は、RAISE A SUILENとの合同ライブである「Rausch und/and Craziness II」（2021年2月22日）にて初めて披露された。また、同ライブではRoselia側の最終楽曲として「ZEAL of proud」が披露された。

## 収録曲

### 生産限定盤・通常盤共通
全作詞：織田あすか（Elements Garden）
1. ZEAL of proud
  - 作曲・編曲：藤永龍太郎（Elements Garden）

2. Blessing Chord
  - 作曲・編曲：竹田祐介（Elements Garden）

3. ZEAL of proud（instrumental）
4. Blessing Chord（instrumental）

### Blu-ray（生産限定盤のみ）
Roselia「Rausch」ライブ映像（2020年2月1日、武蔵野の森総合スポーツプラザ）
1. BLACK SHOUT
2. R
3. Neo-Aspect
4. Ringing Bloom
5. Re:birth day
6. BRAVE JEWEL
7. Determination Symphony
8. ONENESS
9. Legendary
10. Shangri-La
11. PASSIONATE ANTHEM
12. 熱色スターマイン
13. FIRE BIRD
14. 約束
15. LOUDER

## 評価
リスアニの河瀬タツヤは、2021年春アニメのオープニング・エンディングテーマ特集の中で、「ZEAL of proud」はかっこよさの塊とも言うべき激しい作風であると表現し、「様々な物語を経て強固となった、高みを目指す彼女たちの覚悟と闘志が詞・音・歌すべてから伝わってくる。」と評価している。